# Electro movimiento
«Electromovimiento» es el segundo sencillo de dúo de hip-hop puertorriqueño Calle 13 de su tercer álbum de estudio, Los de atrás vienen conmigo y fue lanzado el 13 de octubre de 2008 por Sony BMG.

## Posicionamiento
| Listas (2009)                       | Posiciones |   |
| ----------------------------------- | ---------- | - |
| Argentina Singles Chart             |            | 1 |
| U.S. Billboard Latin Rhythm Airplay | 11         |   |